# Villeneuve-l'Archevêque
Villeneuve-l'Archevêque is een gemeente in het Franse departement Yonne (regio Bourgogne-Franche-Comté) en telt 1203 inwoners (1999). De plaats maakt deel uit van het arrondissement Sens.

## Geografie
De oppervlakte van Villeneuve-l'Archevêque bedraagt 7,0 km², de bevolkingsdichtheid is 171,9 inwoners per km².
De onderstaande kaart toont de ligging van Villeneuve-l'Archevêque met de belangrijkste infrastructuur en aangrenzende gemeenten.

## Demografie
Onderstaande figuur toont het verloop van het inwonertal (bron: INSEE-tellingen).

## Stedenbanden
- Kirchberg (Hunsrück), D